# Погорільська сільська рада (Шадрінський район)
Погорі́льська сільська рада (рос. Погорельский сельский совет) — сільське поселення у складі Шадрінського району Курганської області Росії.
Адміністративний центр та єдиний населений пункт — село Погорілка.
Населення сільського поселення становить 2649 осіб (2017; 2467 у 2010, 2452 у 2002).